# Модика, Агустин
Агустин Игнасио Модика (исп. Agustín Ignacio Módica; род. 12 января 2003, Вилланова-д'Альбенга, Лигурия) — аргентинский футболист, нападающий клуба «Росарио Сентраль».

## Клубная карьера
Модика — воспитанник клуба «Росарио Сентраль». 20 сентября 2023 года в матче против «Индепендьенте» он дебютировал в аргентинской Примере. 24 апреля 22024 года в поединке Кубка Либертадорес против венесуэльского «Каракаса» Агустин забил свой первый гол за «Росарио Сентраль».